# Giovanni Pietro Eligio Gorio
Giovanni Pietro Eligio Gorio (Borgo San Giacomo, 28 giugno 1872 – Desenzano del Garda, 29 giugno 1941) è stato un politico italiano.

## Biografia
Nasce a Borgo San Giacomo nel 1872, da Luigi e da Rosa Guizzi, nipote del famoso senatore Carlo e figlio di colui che reggerà Orzinuovi, come sindaco per una ventina di anni. Frequenta il corso di economia e consolare presso la Scuola Superiore di Commercio a Venezia, poi Scienze sociali a Ginevra e quindi Economia politica a Berlino, laureandosi in Economia politica e Scienza sociali a Monaco di Baviera. Si dedica subito all'esportazione di prodotti artigianali italiani ed in particolare ai manufatti serici, non trascurando nel contempo l'agricoltura, come vuole la tradizione della sua famiglia. Per breve tempo, prima di Parigi, in occasione della esposizione multinazionale del 1900, poi a Berlino, dirige una cooperativa di prodotti milanesi.
Nel 1902 studia le condizioni di mercato del prodotto italiano in India e si trasferisce a Bombay, città nella quale, in pochi mesi, crea un centro di vendita delle confezioni seriche italiane, intestato al proprio nome: "Gorio Itd". L'impostazione da lui data alla propria casa commerciale, traggiunge una efficienza imprenditoriale perfetta; molti altri ne copiano i sistemi. In questo periodo il governo lo incarica di svolgere anche mansioni di console onorario d'Italia e durante la guerra 1915-18 gli affida incarichi delicati. Allargati i propri interessi imprenditoriali e serici, Gorio è presente nei paesi del Cashimir, del Myssore e dell'Afghanistan. Nel primo dopoguerra il suo raggio d'azione si allarga alla Cina ed al Brasile;l'attività non gli riserva fortuna, tanto che rientra in Italia, per rimanervi definitivamente, a tentare altre cospicue iniziative e per la propensione agli investimenti, nel 1925 si associa ad un'impresa che intende prosciugare le paludi a ridosso di Venezia ed investe la maggior parte della disponibilità nella bonifica della spiaggia di Cava Zuccherina, fino ad allora triste luogo di malaria. All'opera sembrano interessati alcuni settori dell'Economia nazionale; non arrivano gli aiuti promessi, e nel 1929 la società finisce con il fallimento generale. Sul posto successivamente nascerà Jesolo. A Desenzano e ad Orzinuovi si dedica alla coltivazione del tabacco, coinvolgendo nell'iniziativa molti agricoltori locali, non abituati al nuovo genere di prodotto. Ad Orzinuovi ridimensiona la cosiddetta Filanda, dove continua anche la raccolta e la coltivazione di bozzoli.
Partecipa alla vita politica, interessandosi dei settori economici agricoli, prima come commissario governativo della Camera di Commercio di Brescia e poi come vicepresidente delle corporazioni bresciane; nel 1928 è eletto commissario dell'Ente serico nazionale. L'anno successivo aderisce alla politica fascista e viene eletto alla Camera dei deputati e confermato nel 1934. Nel 1939 diviene membro della Camera dei Fasci e delle Corporazioni.
Nell'ambiente è conosciuto come "l'uomo della seta", a lui si affida la rappresentanza della sericoltura italiana nel mercato internazionale e la specifica funzione di programmare in Italia lo sviluppo della bachicoltura, con l'emissione di leggi protettive per i gelsi.
Morì a Desenzano del Garda nel 1941.